# La culpa es de los tlaxcaltecas
La culpa es de los Tlaxcaltecas es un cuento corto escrito por Elena Garro, publicado en 1964 en el volumen La Semana de Colores. En el trabajo, Garro utiliza el realismo mágico para transmitir un mensaje sobre la función de las mujeres en sociedad. El trabajo ha sido descrito como subversión y reescritura de la narrativa épica mexicana de La Malinche.

## Resumen
Este texto empieza cuando Laura Aldama le cuenta a Nacha, su ama de casa, sobre su viaje a Guanajuato con su suegra Margarita. Después de quedarse sin gasolina en el puente sobre el Lago Cuitzeo, Margarita va a buscar gasolina, dejando sola a Laura, lo que le permite escapar para estar con su esposo mexica, o primo-marido, del siglo XVI. En el siglo XVI, Laura es parte de la conquista, liderada por Hernán Cortés, contra la civilización mexica. De regreso a su vida en la Ciudad de México del siglo XX, Laura se siente culpable y desgarrada entre sus dos vidas. Laura vuelve para conocer a su «primo marido» a pesar de que Pablo, su marido del siglo XX, reacciona de manera agresiva. Laura sigue viendo el sufrimiento de su "primo marido" y de sus heridas de guerra. La historia termina con un final abierto cuando Laura se va con su primo-marido y Nacha decide dejar la casa.